# 瓦林城
瓦林城（かわらばやしじょう）は、兵庫県西宮市にあった日本の城。現在は日野神社の境内に石碑があり、日野神社が瓦林城の跡地の可能性が高いが、遺構などは発見されておらず、また別の場所との指摘もある。

## 概要

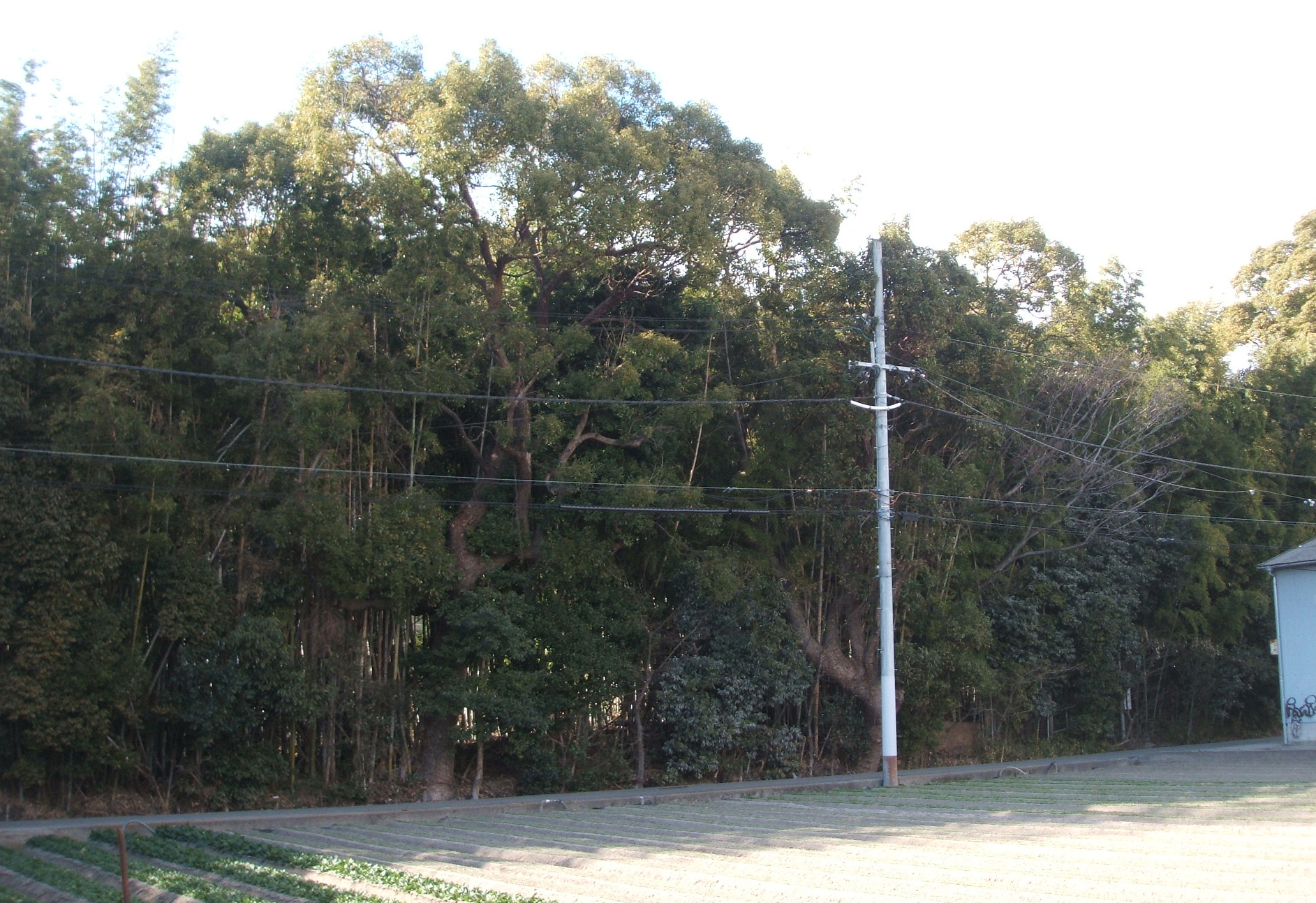
日野神社の森

兵庫県西宮市日野町にある。瓦林（古来は河原林と明記されていた）の地は武庫川の西岸にあり、西国街道から2km南下した場所にあり、四国や淡路から西宮に上陸した武士集団が京に向う時、この地域を通って西国街道へ出ることもたびたびあった。
日野神社が瓦林城の城内にあった神社の可能性があるため、日野神社説が有力であるが、瓦林正頼の墓がある極楽寺周辺ではなかったか、という説もある。
いずれにしても、有力な遺構や明確な場所が分かる文献が発見されていないので、場所の特定までには至っていない。

## 沿革
瓦林城の文献の初見は、建武3年（1336年）4月13日「楯籠瓦林城郭、云々」(『貴志義氏軍忠申書』)というのがある。赤松則村の家臣貴志義氏によって築城された。足利尊氏が九州から上陸を阻止する役目だと思われる。同年5月25日、湊川の戦いで香下寺城および円生寺城から南朝軍が来攻したのでこれらと戦った。
その後、しばらく瓦林城という名前は古文書類から姿が無くなる。
次に登場するのは瓦林正頼の時代である。瓦林城は瓦林正頼の居城となっていたが、越水城を築城すると同時に居城を越水城に移し、以後越水城の支城になったと思われる。
最後は、瓦林正頼の子孫と思われている瓦林三河守である。織田信長方についていた瓦林三河守であったが、元亀元年（1570年）9月28日篠原長房より不意打ちにあい、防御施設が乏しかった瓦林城は攻め立てられ、106名が討ち死。瓦林氏はこの時を最後に滅んでしまったと言われている。尚、この戦いは越水城ではなかったかという説もある。

## 城跡へのアクセス

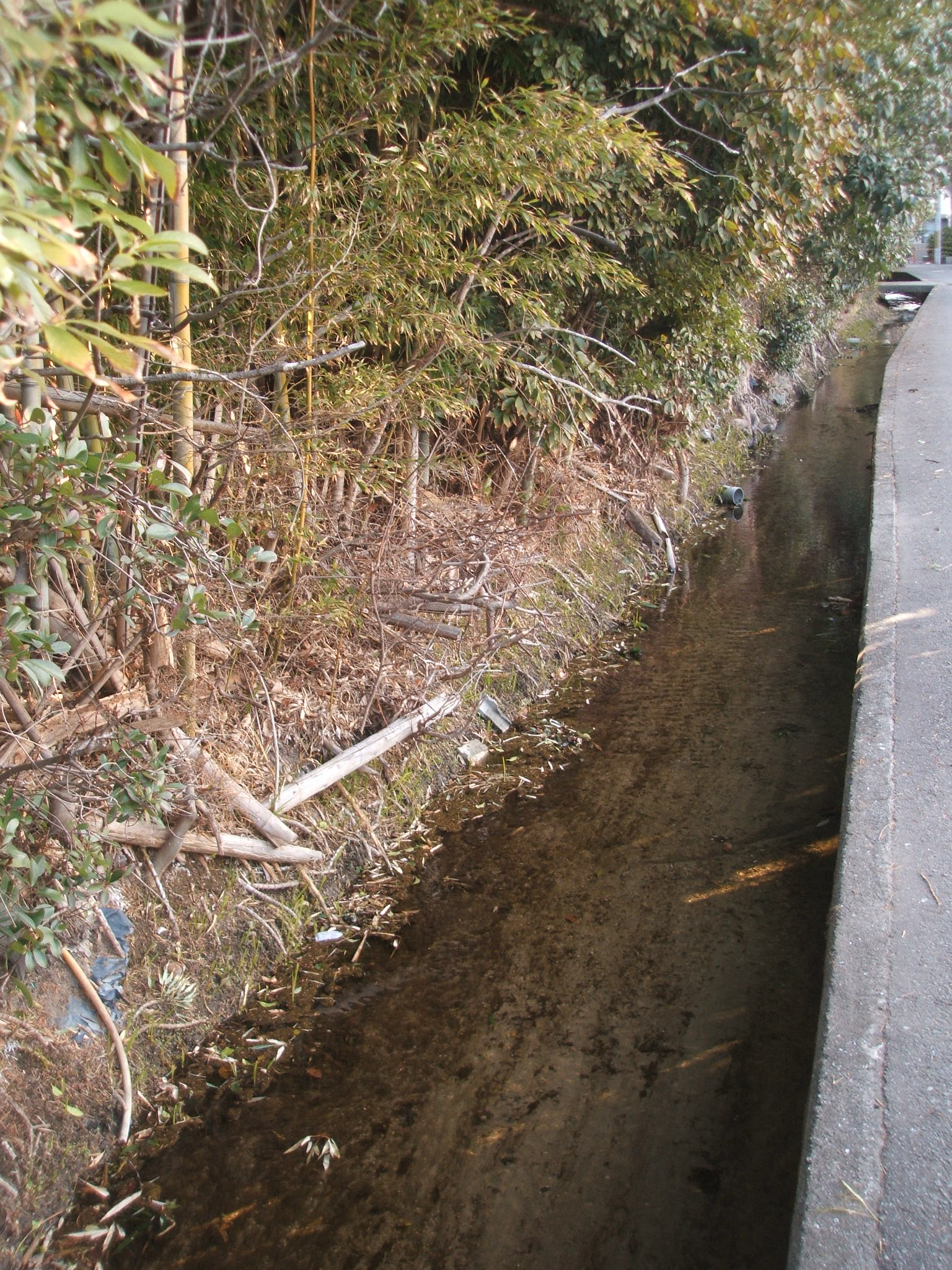
日野神社との境界の小川

- 電車でのアクセス 
  - 阪急電車　神戸線　西宮北口駅
  - 徒歩約15分